# Hjørring
Hjørring (výslovnost [ˈjɶɐ̯e̝ŋ]) je město v Dánsku ve vnitrozemí Severojutského ostrova. Nachází se 50 km severně od Aalborgu, 168 km severozápadně od Aarhusu a asi 464 km severozápadně od Kodaně. Město je střediskem stejnojmenné komuny. V roce 2023 zde žilo 25 917 obyvatel, z toho 12 618 mužů a 13 299 žen.
Hjørring se dělí na následující čtvrtě: Aldershøj, Bagterp, Bistrup, Bjergparken, Gammel Højene, Højene, Klokager, Odbjerg, Sankt Knuds By, Skibsby, Ulvegravene a Vester Bagterp. Nacházejí se zde tři kostely: svatého Jana, svaté Kateřiny a svatého Olafa. Východně od města prochází dálnice E39, která končí v nedalekém městě Hirtshals. Samotným městem procházejí primární silnice 35 a 55 a sekundární silnice 190 a 553. Hjørring je rovněž napojen na železniční síť.